# Волчков, Иван Никитович
Иван Никитович Волчков (1910—1944) — Гвардии капитан Рабоче-крестьянской Красной Армии, участник Великой Отечественной войны, Герой Советского Союза (1945).

## Биография
Иван Волчков родился 17 (30) августа 1910 года в селе Пичаеве (ныне — Пичаевский район Тамбовской области) в семье крестьянина. Получил начальное образование. Работал в колхозе. В 1932—1935 годах проходил службу в Рабоче-крестьянской Красной Армии. После демобилизации работал в пожарной охране и милиции. В 1941 году Волчков был повторно призван в армию. С октября того же года — на фронтах Великой Отечественной войны. К июлю 1944 года капитан Иван Волчков командовал стрелковой ротой 22-го гвардейского стрелкового полка (9-й гвардейской стрелковой дивизии, 6-й гвардейской армии, 1-го Прибалтийского фронта). Отличился во время освобождения Белорусской ССР.
9 июля 1944 года у деревни Пустошка Браславского района Витебской области рота Волчкова в течение шести часов вела бой с превосходящими силами противника, выбив того из деревни. 14 июля рота отражала многочисленные атаки немецких войск на высоте у деревни Плюсы. В бою Волчков был ранен, но поля боя не покинул, продолжая руководить действиями своей роты. Когда из всей роты, кроме него, осталось ещё пять бойцов, он поднял их в атаку, погибнув при этом. Был похоронен в Плюсах, после войны перезахоронен в городском сквере между улицами Ленина и Советская в городе Браслав.

## Награды
Указом Президиума Верховного Совета СССР от 24 марта 1945 года за «образцовое выполнение боевых заданий командования на фронте борьбы с немецкими захватчиками и проявленные при этом мужество и героизм» гвардии капитан Иван Волчков посмертно был удостоен высокого звания Героя Советского Союза. Также был награждён орденом Ленина, двумя орденами Отечественной войны 2-й степени, орденом Красной Звезды.

## Память
В честь Волчкова названа улица в Пичаеве.